# Chersotis subdissoluta
Chersotis subdissoluta är en fjärilsart som beskrevs av Wagner 1931. Chersotis subdissoluta ingår i släktet Chersotis och familjen nattflyn. Inga underarter finns listade i Catalogue of Life.